# 안토니 그라보프스키
안토니 그라보프스키(Antoni Grabowski, 1857–1921)는 폴란드의 화학자이자 에스페란토 번역가이다.

## 생애
프로이센 (오늘날 폴란드 쿠야비포모제주) 노베도브라(폴란드어: Nowe Dobra)에서 태어났고, 어려서 토룬으로 이사하였다. 가난한 가정 형편 때문에 초등학교를 마치고 바로 노동을 시작하였다. 그러나 공부에 열정을 가져 김나지움 입학 시험을 독학하여 통과하였다.
1879년 9월 김나지움을 졸업하였고, 브로츠와프 대학교에서 철학과 과학을 공부하였고, 러시아에 있는 직물 공장장이 되었다. 이 동안 화학과 화학공학에 대하여 연구하였고, 여러 논문을 출판하였다. 또한, 최초의 폴란드어 화학 용어 사전을 출판하였다.
화학뿐만 아니라 그라보프스키는 언어에 관심을 가졌고, 모국어인 폴란드어 이외에도 9개국어를 능숙하게 구사하였고 추가로 15개국어를 이해할 수 있었다.
볼라퓌크어가 등장하자, 그라보프스키는 국제어에 관심을 갖기 시작하였다. 볼라퓌크를 독학하여 이 언어의 창시자 요한 마르틴 슐라이어의 집을 찾아갔으나, 창시자인 슐라이어마저도 볼라퓌크를 능숙히 구사하지 못하는 것을 보고 이에 흥미를 잃게 되었다.
1887년에 에스페란토 제1서를 구매하고, 이로부터 에스페란토를 공부하였다. 국제어에 다시 흥미를 갖게 된 그라보프스키는 바르샤바로 루도비코 라자로 자멘호프를 찾아갔고, 에스페란토로 대화를 나눴다. 이것이 에스페란토로 이뤄진 최초의 대화라고 여겨진다.
그라보프스키는 곧 에스페란토로 각종 서적을 번역하기 시작하였다. 1888년에는 알렉산드르 푸시킨의 "눈폭풍"(러시아어: Метель)을, 1889년에는 괴테의 희극 "오빠와 누이"(독일어: Die Geschwister)를 번역하였다.
1904년 바르샤바 에스페란토 협회(오늘날 폴란드 에스페란토 협회)를 설립하였고 회장을 맡았다.
제1차 세계 대전이 발발하자 그라보프스키의 가족은 러시아로 피난갔고, 그라보프스키 혼자서 바르샤바에 남았고, 또한 심장병을 앓기 시작하였다. 홀로 남은 그라보프스키는 악화되는 건강에도 불구하고, 폴란드의 애국시 판 타데우시를 에스페란토로 번역하는 데 몰두하였다. 1921년에 사망하였다.

## 저서

### 독창시
- 〈일출〉(La tagiĝo)
- 〈아들의 귀환〉(La reveno de l’ filo)
- 〈한 줄의 끈으로〉(Sur unu kordo)
- 〈씨앗을 심는 이에게〉(Al la semanto)
- 〈환희의 노래〉(Jubilea kantato)
- 〈바르샤바에서의 경례〉(Saluto el Varsovio)

### 번역시
- 요한 볼프강 폰 괴테, 《오빠와 누이》(독일어: Die Geschwister, 에스페란토: La gefratoj, 희극), 1889년 번역
- 율리우시 스워바츠키, 《마제파》(폴란드어: Mazepa, 에스페란토: Mazepa, 비극)
- 스타니스와프 모니우시코(Stanisław Moniuszko), 《할카》(폴란드어: Halka, 에스페란토: Halka, 오페라)
- 아담 미츠키에비치, 《판 타데우시》(폴란드어: Pan Tadeusz, 에스페란토: Sinjoro Tadeo, 서사시)
- 알렉산드르 푸시킨, 〈눈폭풍〉(러시아어: Метель, 에스페란토: La neĝa blovado, 단편소설)
- 율리우시 스워바츠키, 〈스위스에서〉(폴란드어: W Szwajcarii, 에스페란토: En Svisujo, 시)
- 헨리크 시엔키에비치, 〈세 번째의 그녀〉(폴란드어: Ta trzecia, 에스페란토: Ŝi la Tria, 풍자 단편소설)
- 볼레스와프 프루스(Bolesław Prus), 〈유년의 죄악〉(폴란드어: Grzechy dzieciństwa, 에스페란토: Pekoj de Infaneco, 단편소설)

## 참고 문헌
- Zofia Banet-Fornalowa: Antoni Grabowski — eminenta Esperanto-aganto, unua eldono ĉe VoKo, Breda 1993, 20 pagx.; 
nova eld. Czeladź, Hejme, 2001, ISBN 83-907637-2-9, (140 p.)
- Julius Glück: El la klasika periodo de Esperanto. Antoni Grabowski kaj K. Bein (Kabe).
Pro Esperanto, Vieno, 1989 (36p.)
- Andrzej Warszawski: Antoni Grabowski kaj kemio. Bydgoszcz, 1991.
- Andrzej Warszawski: Kontribuo de Antoni Grabowski al pollingva kemia nomenklaturo. (13 p)